# 李多见
李多见（1547年—？），字子行，福建兴化府仙游县民籍莆田縣人，明朝政治人物。同进士出身。

## 生平
仙游县学生，萬曆元年（1573年）癸酉科福建乡试第八十四名举人，萬曆二年（1574年）甲戌科会试第五名，三甲十五名進士。授户部主事，擢吏部郎中，出为浙江参政，以考察贬官。萬曆二十年（1592年）任直隸松江府知府。萬曆二十七年（1599年）任廣東瓊州府知府。著有《楚游就正稿》、《諸儒要语》。

## 家族
曾祖李维察。祖父李仲献。父李德用，长乐知县。母林氏。重庆下。